# Třída Gordon
Třída Gordon je třída transportních lodí pro přepravu vozidel typu Roll-on/roll-off pomocných sil amerického námořnictva (Military Sealift Command, MSC). Jejich oficiální klasifikace je Large Medium-speed Roll-on/Roll-off ship (LMSR). Celkem jsou provozovány dvě jednotky této třídy. Původně byly postaveny jako civilní kontejnerové lodě a teprve po několika dekádách služby byly přestavěny pro službu v rámci MSC.

## Stavba
MCS provozuje celkem dvě jednotky této třídy. Obě byly postaveny roku 1972 dánskou loděnicí Burmeister & Wain jako kontejnerové lodě MV Jutlandia a MV Selandia. Roku 1984 byly obě jednotky prodlouženy v jihokorejské loděnici Hyundai. V 90. letech plavidla získalo americké MSC. Nový vlastník je pro své potřeby nechal přestavět v loděnici Newport News Shipbuilding v Newport News. Přestavěná plavidla byla doručena v letech 1996 1997. Během přestavby byly mimo jiné instalovány záďové a boční nákladové rampy, vnitřní vozidlové rampy a před můstkem byla vytvořena přistávací plocha pro vrtulník.
Jednotky třídy Gordon:
| Jméno                                    | Postavena | Vstup do služby MSC | Status   |
| ---------------------------------------- | --------- | ------------------- | -------- |
| USNS Gordon (T-AKR-296, ex MV Jutlandia) | 1972      | 23. srpna 1996      | Aktivní. |
| USNS Gilliland (T-AKR-298, MV Selandia)  | 1972      | 23. srpna 1996      | Aktivní. |

## Konstrukce

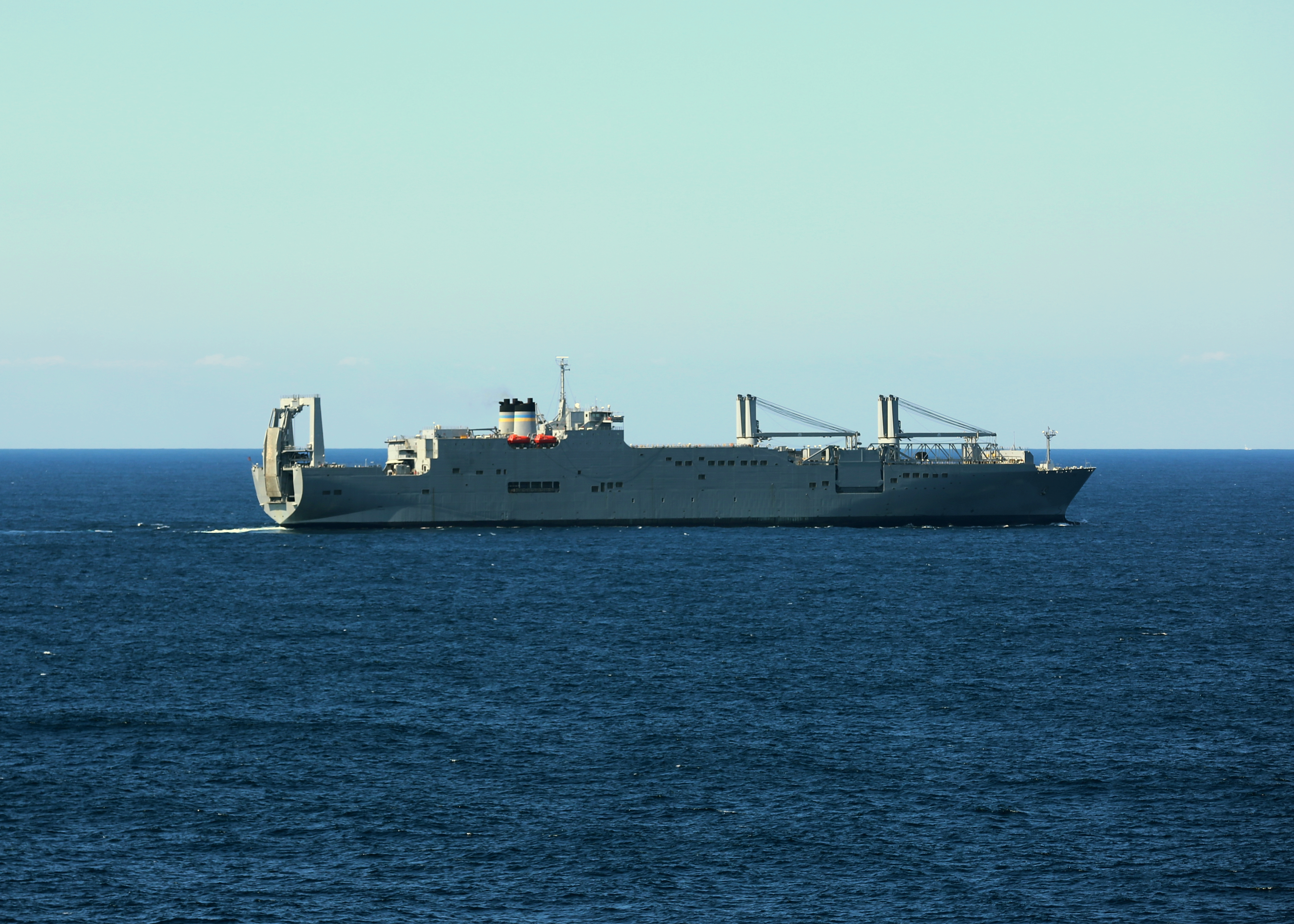
USNS Gilliland (T-AKR-298)

Posádka plavidel má civilní a vojenskou složku. Civilních námořníků je dle potřeby 26 až 45 a vojáků celkem 50, z toho dva důstojníci. Plavidla disponují nákladovým prostorem o ploše 86 582 m2 a dalšími prostory pro uložení vozidel o ploše 15 237 m2. Plavidla nenesou žádnou výzbroj. Jsou vybavena přistávací plochou pro vrtulníky. Nenesou však hangár. Pohonný systém tvoří jeden diesel Burmeister & Wain 12K84EF o výkonu 26 000 hp a dva diesely Burmeister & Wain 9K84EF o výkonu 39 000 hp, pohánějící tři lodní šrouby. Nejvyšší rychlost dosahuje 24 uzlů. Manévrovací schopnosti zlepšuje příďové dokormidlovací zařízení.